# Малишко Роман Вікторович
Роман Вікторович Малишко — старший солдат Збройних сил України, 3-й окремий полк спеціального призначення.
Призваний Кіровоградським райвоєнкоматом в червні 2014 року. 30 вересня зазнав поранень при обороні Донецького аеропорту — вогнепальне сліпе осколкове поранення лівого стегна.

## Нагороди
6 жовтня 2014 року — за особисту мужність і героїзм, виявлені у захисті державного суверенітету та територіальної цілісності України, вірність військовій присязі під час російсько-української війни, відзначений — нагороджений орденом «За мужність» III ступеня.